# 狭瓣杨桐
狭瓣杨桐（学名：Adinandra lancipetala），为山茶科杨桐属下的一个植物种。